# مارك لاسري
مارك لاسري أو باللهجة المغربية مارك العسري (بالإنجليزية : Marc Lasry) ملياردير أمريكي من أصل يهودي مغربي ولد في 30 سبتمبر 1959 بمدينة مراكش , المغرب. هو مدير صندوق التحوط الأمريكي الملياردير "American hedge fund manager". وهو المؤسس المشارك والرئيس التنفيذي (CEO) لمجموعة Avenue Capital Group والشريك في ملكية ميلووكي باكس من NBA.

## النشأة
ولد لاسري في مراكش لعائلة يهود مغاربة. عندما كان عمره سبع سنوات ، هاجر هو وأسرته إلى الولايات المتحدة. كان والده "Moise" ، مبرمج كمبيوتر وكانت والدته إليز معلمة مدرسية.

## التعليم
نشأ لاسر في غرب هارتفورد ، كونيتيكت وحصل على درجة البكالوريوس. في التاريخ من جامعة كلارك في عام 1981 ودكتوراه في القانون من كلية الحقوق في نيويورك في عام 1984. بينما كان يعمل في كلية الحقوق ، وكان يعمل ككاتب رئيس قاضي الإفلاس في المنطقة الجنوبية من نيويورك ، إدوارد ريان.

## أسرته
الزوج/الزوجة: كاثي لاسري
الأولاد: زاك لاسري، صوفي لاسري، سامانثا لاسري، أليكساندر لاسري، إما لاسري